# Divizia A 2002-2003
La Divizia A 2002-2003 è stata la 85ª edizione della massima serie del campionato di calcio rumeno, disputato tra il 17 agosto 2002 e il 28 maggio 2003 e concluso con la vittoria finale del Rapid București, al suo terzo titolo.
Capocannoniere del torneo fu Claudiu Răducanu (Steaua București), con 21 reti.

## Formula
Come nella stagione precedente le squadre partecipanti furono 16 e disputarono un turno di andata e ritorno per un totale di trenta partite.
Le ultime due classificate retrocedettero in Divizia B mentre terzultima e quartultima con la terza e quarta classificata della seconda serie..
Le qualificate alle coppe europee furono quattro: la vincente alla UEFA Champions League 2002-2003, la seconda e la vincitrice della coppa di Romania alla Coppa UEFA 2002-2003, più un'altra squadra alla Coppa Intertoto 2002.

## Classifica finale
|    | Classifica            | G  | V  | N | P  | GF | GS | Dif | Pt |
| -- | --------------------- | -- | -- | - | -- | -- | -- | --- | -- |
| 1  | Rapid București       | 30 | 20 | 3 | 7  | 59 | 25 | +34 | 63 |
| 2  | Steaua București      | 30 | 16 | 8 | 6  | 42 | 27 | +15 | 56 |
| 3  | Gloria Bistrița       | 30 | 13 | 6 | 11 | 32 | 33 | -1  | 45 |
| 4  | FC Brașov             | 30 | 13 | 6 | 11 | 31 | 33 | -2  | 45 |
| 5  | Ceahlăul Piatra-Neamț | 30 | 12 | 8 | 10 | 43 | 33 | +10 | 44 |
| 6  | Dinamo București      | 30 | 13 | 5 | 12 | 49 | 46 | +3  | 44 |
| 7  | Universitatea Craiova | 30 | 12 | 8 | 10 | 36 | 37 | -1  | 44 |
| 8  | Național București    | 30 | 12 | 7 | 11 | 41 | 36 | +5  | 43 |
| 9  | FC Astra Ploiești     | 30 | 13 | 3 | 14 | 42 | 42 | 0   | 42 |
| 10 | Farul Constanța       | 30 | 12 | 4 | 14 | 35 | 47 | -12 | 40 |
| 11 | FC Argeș              | 30 | 11 | 5 | 14 | 37 | 41 | -4  | 38 |
| 12 | FCM Bacău             | 30 | 10 | 8 | 12 | 31 | 31 | 0   | 38 |
| 13 | Oțelul Galați         | 30 | 9  | 9 | 12 | 25 | 37 | -12 | 36 |
| 14 | Poli Timișoara        | 30 | 11 | 2 | 17 | 37 | 52 | -15 | 35 |
| 15 | Sportul Studențesc    | 30 | 9  | 4 | 17 | 44 | 55 | -11 | 31 |
| 16 | UTA Arad              | 30 | 8  | 6 | 16 | 37 | 52 | -15 | 30 |

### Verdetti
- Rapid București Campione di Romania 2002-03.
- Sportul Studențesc e UTA Arad retrocesse in Divizia B.

### Qualificazioni alle Coppe europee
- UEFA Champions League 2003-2004: Rapid București ammesso al secondo turno preliminare.
- Coppa UEFA 2003-2004: Steaua Bucarest e Dinamo Bucarest ammesse al turno preliminare.
- Coppa Intertoto 2003: Gloria Bistrița e Ceahlăul Piatra Neamț ammesse al primo turno.